# Trichogrammatoidea guamensis
Trichogrammatoidea guamensis är en stekelart som beskrevs av Nagaraja 1979. Trichogrammatoidea guamensis ingår i släktet Trichogrammatoidea och familjen hårstrimsteklar.
Artens utbredningsområde är Guam. Inga underarter finns listade i Catalogue of Life.